# تکس مارس
تکس مارس (انگلیسی: Texe Marrs؛ زادهٔ ۱۹۴۴ - درگذشته ۲۰۱۹) افسر سابق اهل ایالات متحده آمریکا، نویسنده و کشیش کلیسای قدرت پیامبری بود که به‌صورت معمول مسیحیت کاتولیک و یهودیت را مورد انتقاد قرار می‌داد. او استاد دانشگاه تکزاس نیز بود.

## دیدگاهها
تکس مارس معمولاً دیدگاههای توطئه یهودی داشت و توسط بعضی به‌عنوان یک یهودستیز شناخته می‌شود. او در سایت اینترنتی خود کتاب پروتوکل بزرگان صهیون را قرار داد و معتقد بود که هولوکاست اتفاق نیفتاده است.